# 진 에반스

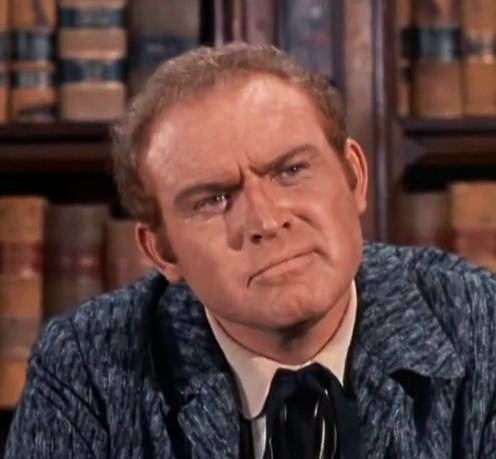

진 에반스(Gene Evans, 1922년 7월 11일 ~ 1998년 4월 1일)는 미국의 배우, 텔레비전 배우이다.
잭슨에서 사망하였다. 사인은 심부전이다.  테네시주에 매장되었다.

## 영화
- 알라모 (1987년)
- 트래비스 맥기 (1983년)
- 더 샤도우 라이더스 (1982년)
- 달리는 사이먼 (1981년)
- 매직 오브 래시 (1978년)
- 워킹 톨 (1973년)
- 관계의 종말 (1973년)
- 케이블 호그의 발라드 (1970년)
- 크루키드 맨 (1970년)
- 안지오의 영웅들 (1968년)
- 아이언 사이드 (1967년)
- 워 웨곤 (1967년)
- 충격의 복도 (1963년)
- 골드 오브 더 세븐 세인츠 (1961년)
- 보난자 (1959년)
- 거대한 바다 괴물 (1959년)
- 오퍼레이션 페티코트 (1959년)
- 브라바도스 (1958년)
- 헬렌 모건 스토리 (1957년)
- 딜론 보안관 (1955년)
- 디즈니랜드 (1954년) - 로코 크리스핀 역
- 헬 앤 하이 워터 (1954년)
- 파크 로우 (1952년)
- 철모 (1951년)
- 스톰 워닝 (1951년)
- 비장의 술수 (1951년)
- 총검장착 (1951년)
- 장갑차 강탈 (1950년)
- 론 레인저 - 49년 시리즈 (1949년)
- 잇 해펀스 에브리 스프링 (1949년)